# Radiator (motordel)
 For alternative betydninger, se Radiator (flertydig). (Se også artikler, som begynder med Radiator)
En radiator er en varmeveksler, som anvendes til at køle væskekølede interne forbrændingsmotorer i fx biler, men også stempelmotordrevne luftfartøjer, lokomotiver, motorcykler og andre der anvender en sådan motor.
Interne forbrændingsmotorer køles ofte af cirkulerende væske, der cirkuleres gennem motorblokken, hvor væsken opvarmes, så gennem radiatoren hvor væsken mister varme til atmosfærens luft, hvorefter væsken returnerer til motorblokken.
Motorkølemidlet er typisk vandbaseret, men kan også være olie. Der isættes normalt en væskepumpe så kølemidlet cirkuleres. Der sættes typisk også en blæser bag radiatoren suger luften gennem radiatoren.